# 快官
快官，為臺灣彰化縣彰化市的一個傳統地域名稱，居八卦台地東北麓。相較於今日行政區，其範圍大致包括田中里西南部邊界地帶、牛埔里不含西部、臺鳳里不含西部、快官里不含西南部凸出部分、竹巷里不含最北端、石牌里不含最西端、福田里不含東北部。
快官交流道並不在快官境內，而是在北邊的田中央境內。

## 名由
快官來由有二：
1. 地處交通要道，往來旅客、商賈頻繁，有一婦人於此設攤，生意興隆，聞名遐邇，就以婦人之名而稱[2]。
2. 清光緒元年（1875年），設埔裏社廳，成了地處交通要道，往來旅客、商賈頻繁之盛況，特設捕快於此，維安保民，眾人以此故稱[2]。

## 歷史
台灣清治末期至日治初期，快官地區為一街庄，稱為「快官庄」，隸屬於貓羅堡。該庄東隔貓羅溪與同安厝庄相望，南與舊社庄為鄰，西邊為橋仔頭庄、大竹圍庄、番社口庄，北邊為田中央庄。
1901年（日治明治三十四年）11月，該庄隸屬於彰化廳。1909年（明治四十二年）10月，改隸屬於臺中廳。1920年（大正九年），該庄改制為「快官」大字，隸屬於臺中州彰化郡大竹庄。1933年12月，彰化街合併南郭庄、大竹庄，升格成為彰化市。
戰後彰化市隸屬於彰化縣，大字亦改制為里。因人口增加，本地區已拆分為多個里。

## 交通
國道3號是貫穿台灣西部的兩條縱向高速公路之一，大致以西北—東南走向蜿蜒經過快官地區北部邊界外不遠處，與省道台74線交會處設有快官交流道，由此可快速前往台灣西部各地。該交流道雖以快官為名，但實際上位於「田中央」境內，而非快官境內。
省道台74甲線又稱「彰化東外環道」，為省道台74線往南延伸的幹道，大致以東北—西南走向經過本地區西南部凸出部分的西北角，往東北可前往快官交流道上國道3號，亦可續行省道台74線本線以前往台中地區；往西南西可前往花壇地區金墩聚落旁接省道台1線。
省道台14線（彰南路三～六段）為彰化至南投廬山的幹道，大致以西北－東南走向轉蜿蜒經過本地區東部，西北可前往中庄子接省道台1線，往南可前往芬園、草屯、埔里、廬山等地。
省道台14丙線（彰興路二段）為三村庄至外快官的道路，也是大度橋南端通往省道台14線本線的捷徑，其東側端點位於本地區西北部外快官的省道台14線路口，往西北可前往三村庄接省道台1丙線，續行可於大度橋南端接省道台1線。

## 學校
- 快官國小
- 石牌國小

## 古文化遺址
快官境內有兩處史前文化遺址，一南一北地分布：南為「上快官遺址」，北為「快官遺址」，皆採地名命之。
1. 上快官遺址：位於快官里南境，為八卦臺地山麓帶，由於遺址受到公墓開發影響，造成採樣、勘察十分不理想，分布狀況不明確，呈嚴重破壞的遺址，依1972年何傳坤發現，這處遺址屬於營埔文化[5]。
2. 快官遺址：位於快官里東境，為八卦臺地山麓帶，呈零星的點狀分布，與上快官遺址有共同點，便是採樣、勘察不易[5]。

## 快官聚落
快官亦為其主要聚落名，位於快官里、竹巷里交界，距烏溪堤防約 500 公尺，沿彰南路而居，成為人口聚集地。繼續沿路南下，位在本里東南境與福田里、石牌里交界，該聚落是為「上快官」，相對於快官之北，據牛埔里東境，大約為彰興路、彰南路 Y 岔路口一帶，與快官有 1.5 公里之遠，稱為「外快官」。

## 外部連結
- 彰化市快官社區 臺灣社區通[永久]